# Terence Bayler
Terence Bayler, född 24 januari 1930 i Wanganui på Nya Zeeland, död 2 augusti 2016, var en nyzeeländsk skådespelare som spelat ett antal mindre roller i diverse filmer. Han spelade bland annat en roll i Monty Python-filmen Life of Brian och den Blodige Baronen i den första Harry Potter-filmen, Harry Potter och de vises sten.

## Filmografi
- Broken Barrier 1952
- The Hi-Jackers 1963
- Macbeth 1971
- Ett herrans liv 1979
- Time Bandits 1981
- Pictures 1981
- Brazil 1985
- Crystalstone 1988
- The Remains of the Day 1993
- Harry Potter och de vises sten 2001